# 希羅凱 (希羅凱鄉級市鎮)

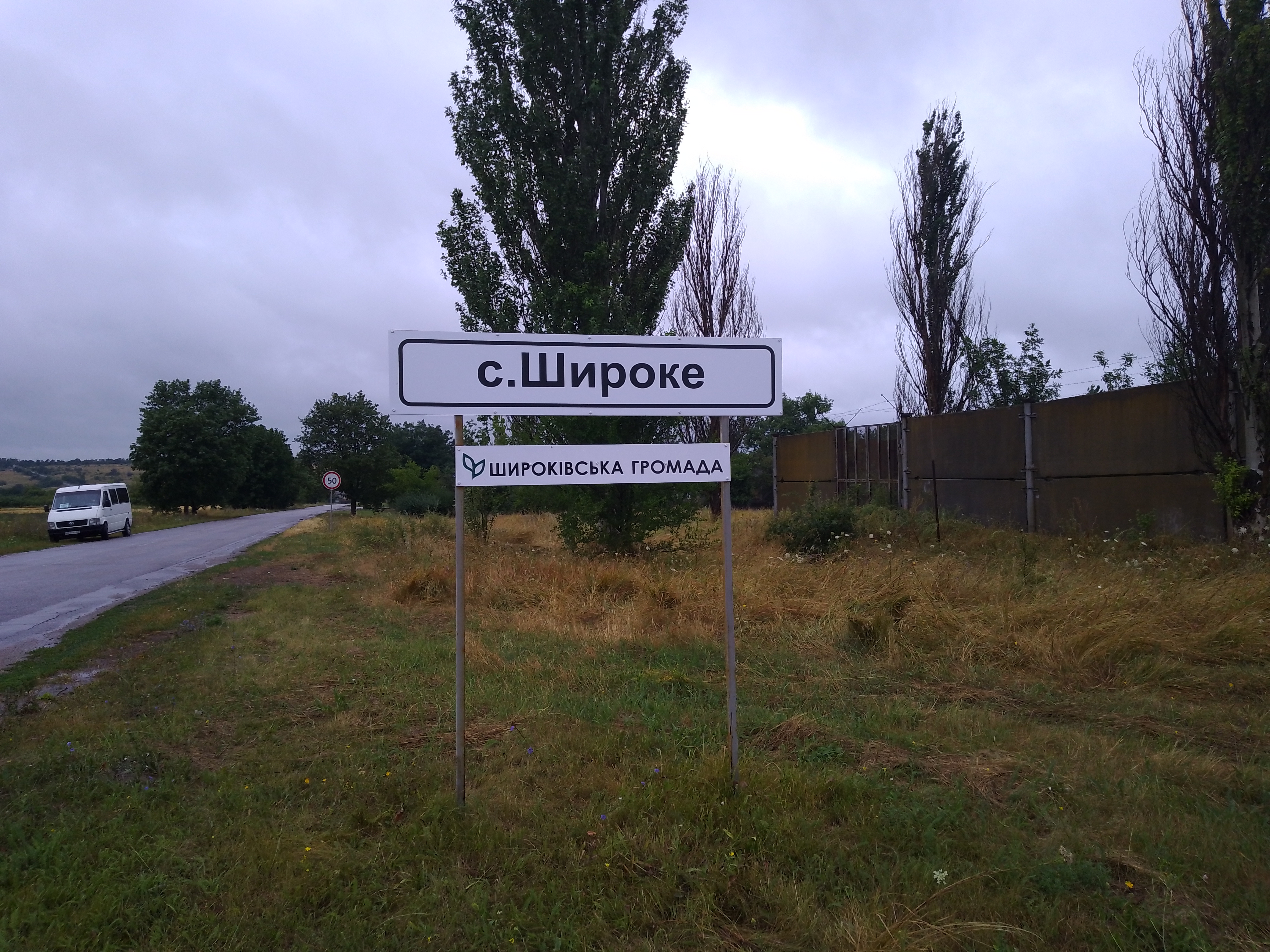
路牌

希羅凯（烏克蘭語：Широке），是烏克蘭中部扎波羅熱州扎波羅熱區希罗凯市镇内的村落及其行政中心。處於托馬基夫卡河畔，始建於1865年，面積52.04平方公里，海拔高度60米，2001年人口1,112。